# Districtul Dillingen an der Donau
Districtul Dillingen an der Donau este un district rural (germană: Landkreis) din regiunea administrativă Șvabia (Regierungsbezirk Schwaben), landul Bavaria, Germania.

## Orașe și comune
| orașe 1. Dillingen an der Donau (18.729) 2. Gundelfingen an der Donau (7.859) 3. Höchstädt an der Donau (6.768) 4. Lauingen (Donau) (10.987) 5. Wertingen (8.856) comune (târg) 1. Aislingen (1.407) 2. Bissingen (3.612) 3. Wittislingen (2.398) | comune 1. Bachhagel (2.410) 2. Bächingen an der Brenz (1.302) 3. Binswangen (1.338) 4. Blindheim (1.694) 5. Buttenwiesen (5.757) 6. Finningen (1.630) 7. Glött (1.125) 8. Haunsheim (1.611) 9. Holzheim (3.765) 10. Laugna (1.553) 11. Lutzingen (959) 12. Medlingen (1.006) 13. Mödingen (1.348) 14. Schwenningen (1.475) 15. Syrgenstein (3.607) 16. Villenbach (1.265) 17. Ziertheim (1.026) 18. Zöschingen (760) 19. Zusamaltheim (1.303) |